# 白糠駅
白糠駅（しらぬかえき）は、北海道白糠郡白糠町東1条南1丁目にある北海道旅客鉄道（JR北海道）根室本線の駅である。電報略号はヌカ。事務管理コードは▲110432。駅番号はK47。
白糠町の代表駅で、特急「おおぞら」は下り1号・7号、上り4号を除き停車する。かつては当駅から北へ白糠線が分岐していた。

## 歴史

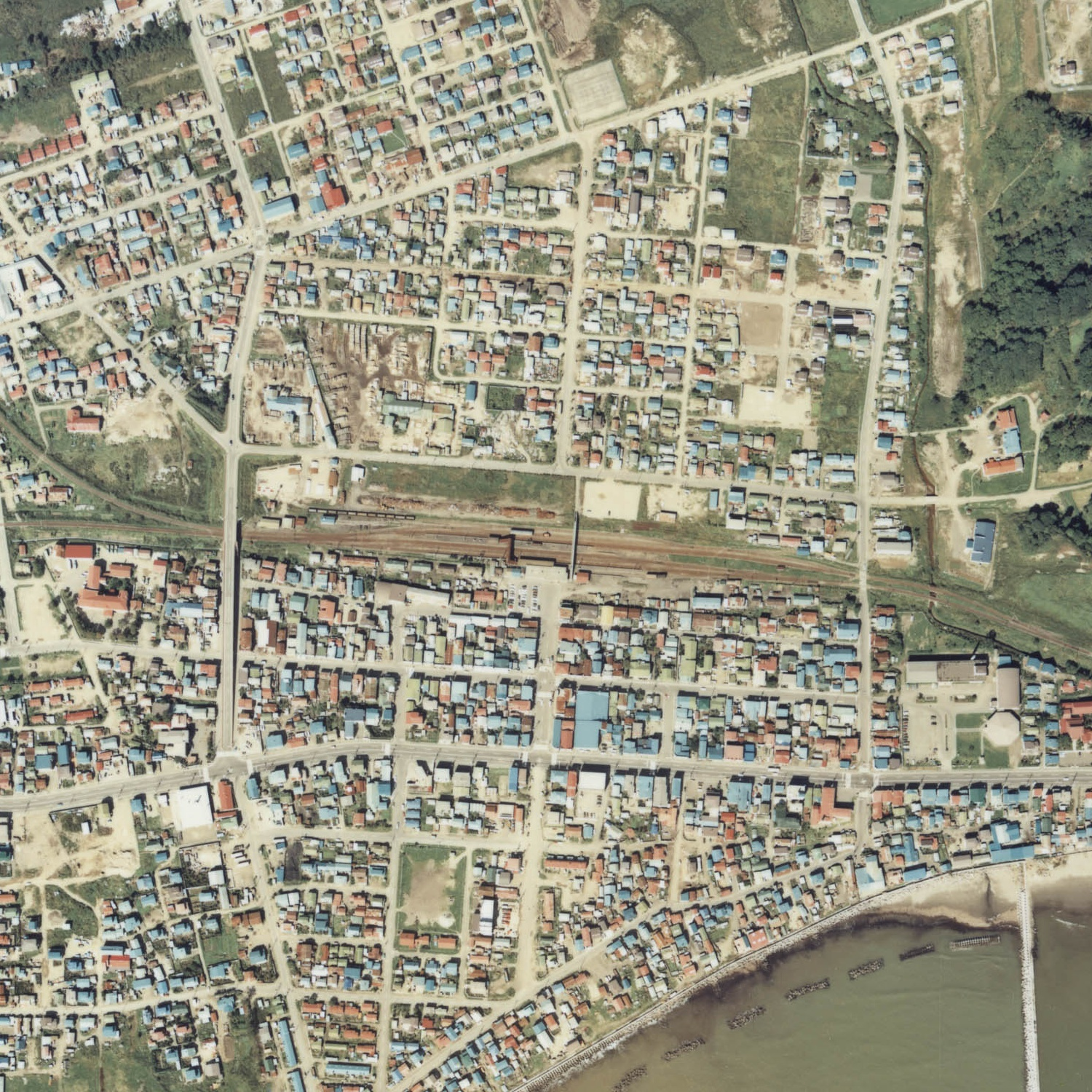
1977年の白糠駅周囲約1 kmを写した航空写真。画像中央が白糠駅。左側の下が根室本線帯広方面、上へカーブして行くのが白糠線北進方面。

- 1901年（明治34年）7月20日：北海道官設鉄道の駅として開業[5]。一般駅[6]。
- 1905年（明治38年）4月1日：官設鉄道に編入。
- 1927年（昭和2年）5月31日：蒸気ロコモチーブクレーン設置[7]
- 1954年（昭和29年）8月17日：昭和天皇、香淳皇后が乗車したお召し列車が停車。駅構内で奉迎が行われた[8]。
- 1964年（昭和39年）10月7日：白糠線開業[5]。
- 1969年（昭和44年）11月15日：駅舎改築[9]。
- 1982年（昭和57年）9月10日：貨物取扱い廃止[5]。
- 1983年（昭和58年）10月23日：白糠線廃止[5]。併せて隣接地に白糠町営バスターミナルビルを新築[10]。
- 1985年（昭和60年）3月14日：荷物取扱い廃止[6]。
- 1987年（昭和62年）4月1日：国鉄分割民営化により、北海道旅客鉄道（JR北海道）の駅となる[5]。
- 1996年（平成8年）度：石勝線・根室線高速化工事に伴い同年度に分岐器を弾性分岐器に交換[11]。
- 1997年（平成9年）10月1日：業務委託化[5]。ジェイ・アール道東トラベルサービスが受託。
- 2017年（平成29年）2月1日：受託会社が北海道ジェイ・アール・サービスネットに変更。
- 2022年（令和4年）10月11日：町営バスターミナルビル老朽化に伴う解体・建替に伴い、同日より町営バスターミナルビルの待合室機能を一時的に白糠駅待合室に統合、バスターミナルビルに入居していたくしろバス白糠出張所[12]（窓口）を駅舎内に移転[13][10]。
- 2025年（令和7年）3月15日：同日のダイヤ改正で下り特急「おおぞら7号」釧路行が当駅通過となる[14]。

## 駅構造
島式・単式ホーム2面3線をもつ地上駅。白糠線は3番のりばに発着していた。ホーム間の移動は跨線橋で連絡している。
北海道ジェイ・アール・サービスネットが受託する業務委託駅。みどりの窓口設置。たこ焼きやおやきを販売する店舗「駅の家ハッピー」が駅舎内に入居している。

### のりば
| 番線 | 路線      | 方向 | 行先           | 備考       |
| ---- | --------- | ---- | -------------- | ---------- |
| 1    | ■根室本線 | 上り | 帯広・札幌方面 |            |
| 2    | ■根室本線 | 下り | 釧路方面       |            |
| 3    | ■根室本線 | 下り | 釧路方面       | 待避・始発 |
| 3    | ■根室本線 | 上り | 帯広方面       | 待避       |

- 1日1往復の列車が当駅を始終着し、釧路方面へ折り返す。

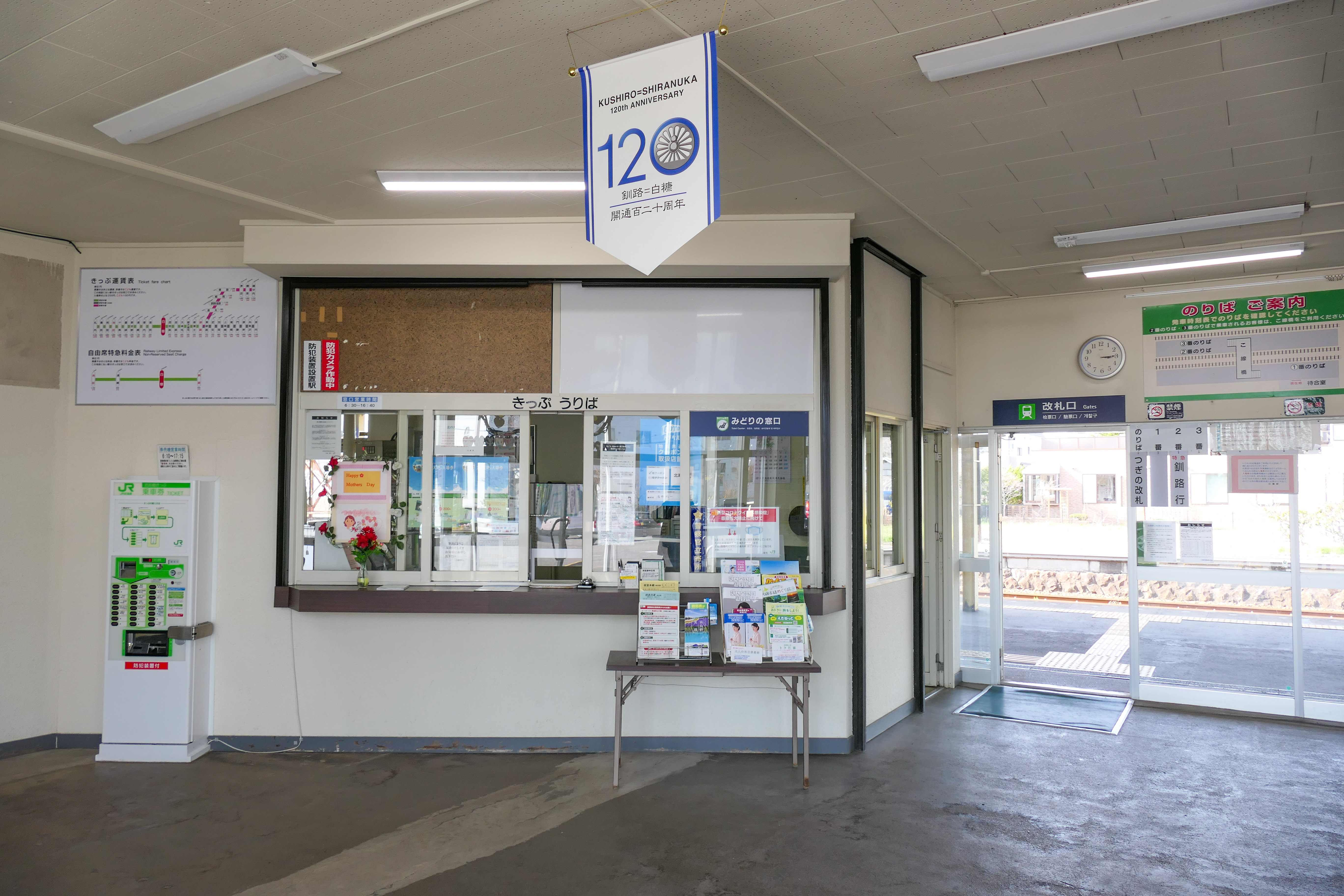
改札口（2021年5月）
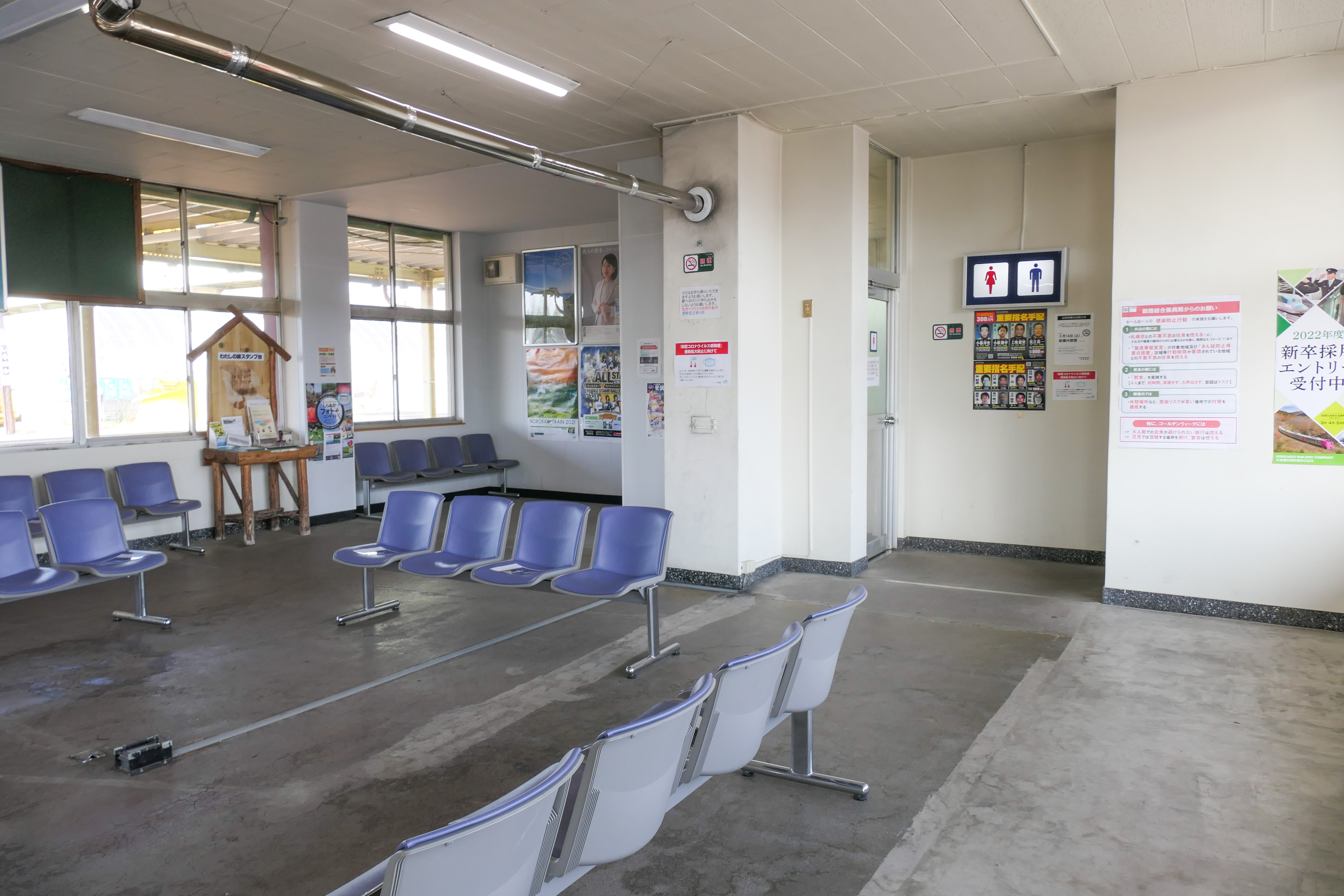
待合室（2021年5月）
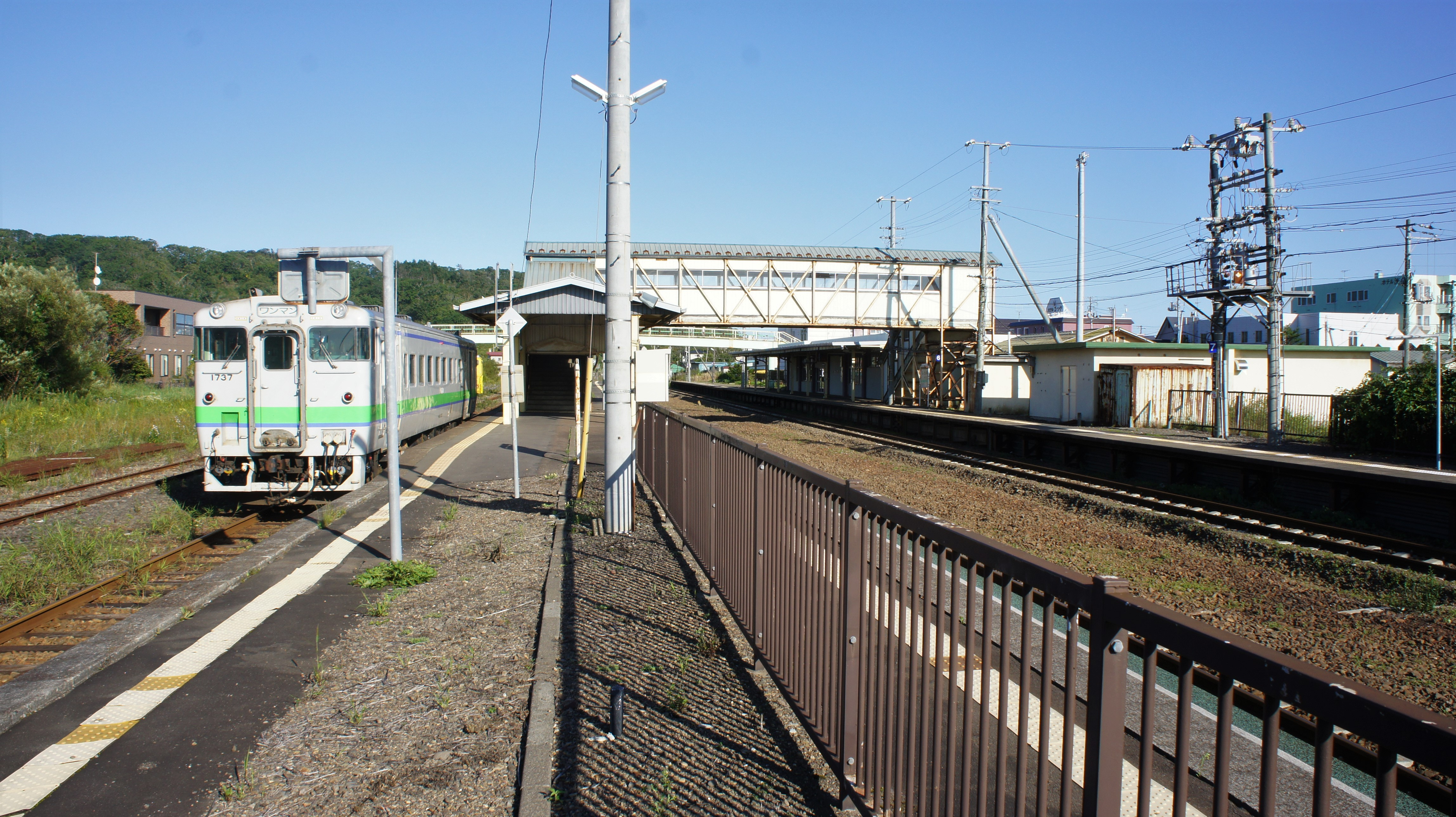
ホーム（2018年9月）
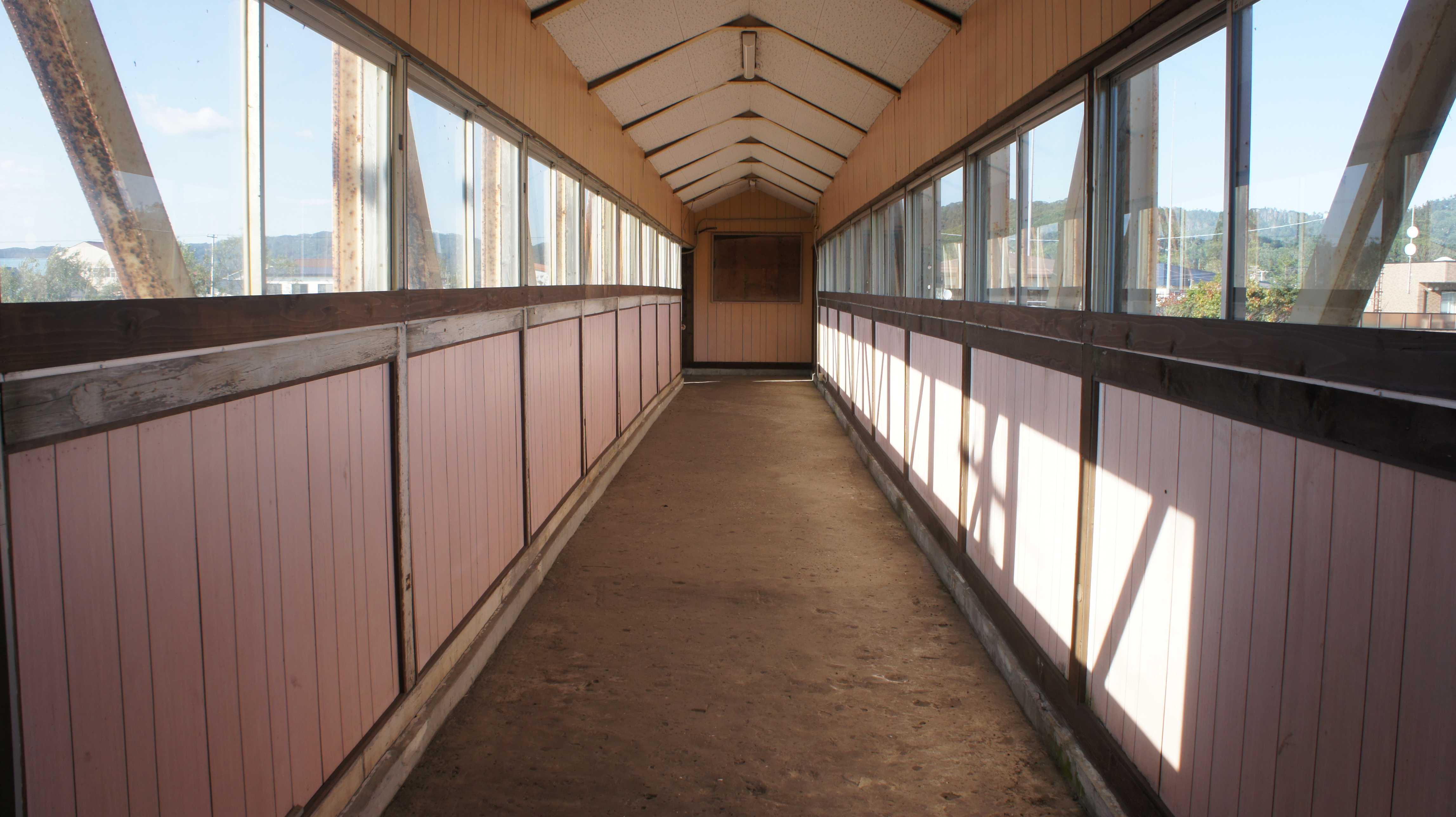
跨線橋内部（2018年9月）

## 利用状況
1日の平均乗降人員は以下の通りである。
| 乗降人員推移 | 乗降人員推移 |
| 年度         | 1日平均人数  |
| ------------ | ------------ |
| 2011         | 180          |
| 2012         | 182          |
| 2013         | 166          |
| 2014         | 158          |
| 2015         | 132          |
| 2016         |              |
| 2017         | 82           |
| 2018         | 82           |

## 駅周辺
白糠町の中心駅。
- 北海道道314号白糠停車場線
- 国道38号・国道392号
- 白糠町役場
- 釧路警察署白糠交番
- 白糠郵便局
- 北海道銀行白糠支店
- 釧路信用金庫白糠支店
- 大地みらい信用金庫白糠支店
- 釧路丹頂農業協同組合（JAくしろ丹頂）白糠支所
- 白糠漁業協同組合
- 北海道白糠高等学校
- 白糠港
- 茶路川
- 白糠町営バス（白糠線廃止代替）・くしろバス「白糠駅」停留所
- スターライト釧路号「白糠」停留所（国道38号線沿い）
- 北海道バス 釧路特急ニュースター号「白糠駅前」停留所（北海道銀行白糠支店前）

## 隣の駅
北海道旅客鉄道（JR北海道）
■根室本線
■普通
音別駅 (K45) - *（波若信号場） - （古瀬信号場） - 白糠駅 (K47) - 西庶路駅 (K48)
*:打消線は廃止信号場（波若信号場廃止時点では古瀬信号場が未開業）

　　　白糠線（1983年廃止）
　　　　白糠駅 -上白糠駅

## バス路線
・釧路特急ニュースター号 [北海道バス](高速バス)
・白糠線/大楽毛線/鶴ヶ岱線 白糠高校方面、大楽毛駅、市民病院(釧路市)、音部駅への路線がある。[くしろバス] 
・[白糠町営バス]清和園方面、茶路団地、白糠高校方面